# Bernardo Cavallino

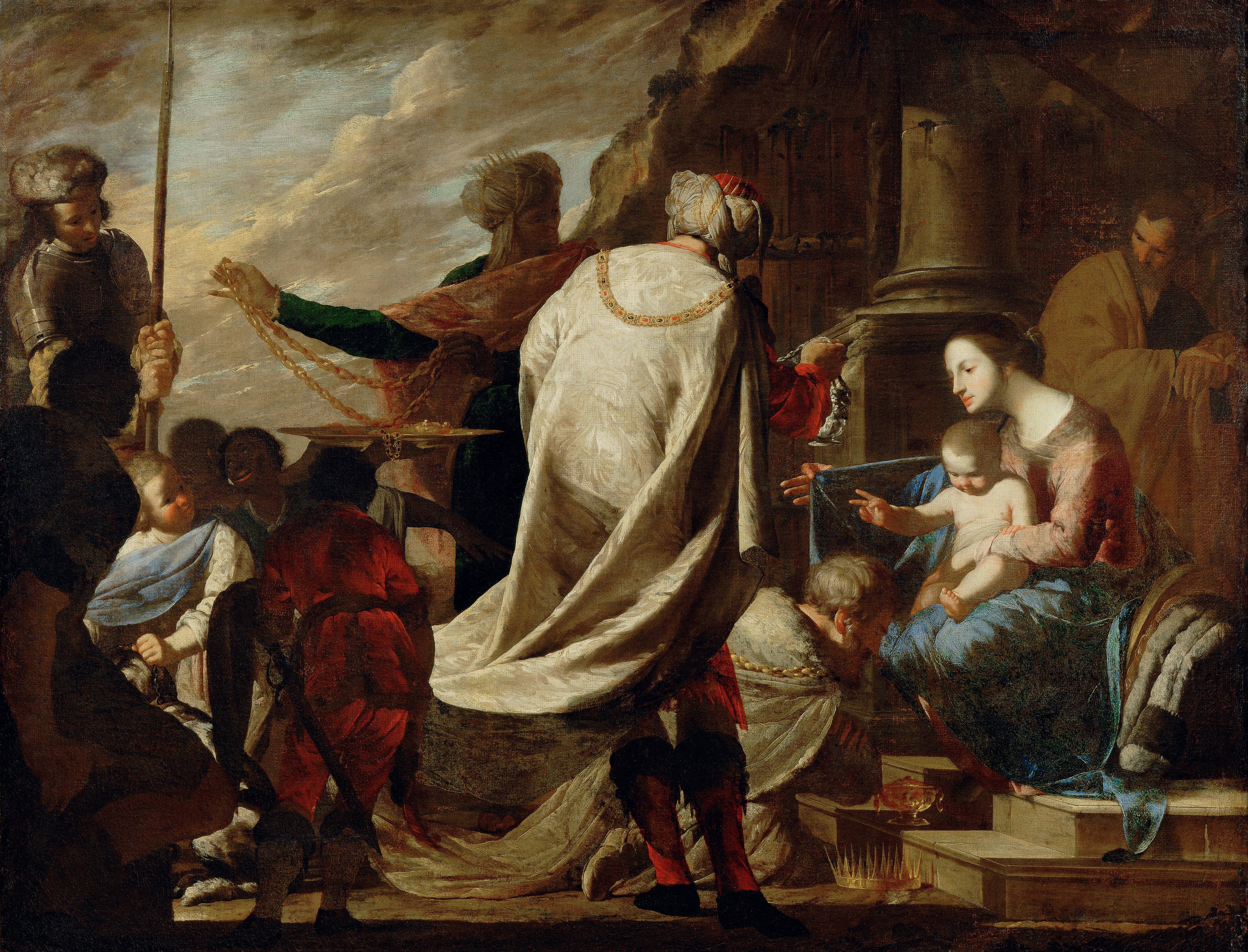
Bernardo Cavallino, Adorazione dei magi, Kunsthistorisches Museum, Vienna

Bernardo Cavallino (Napoli, 25 agosto 1616 – Napoli, 1656) è stato un pittore italiano del periodo barocco.

## Biografia

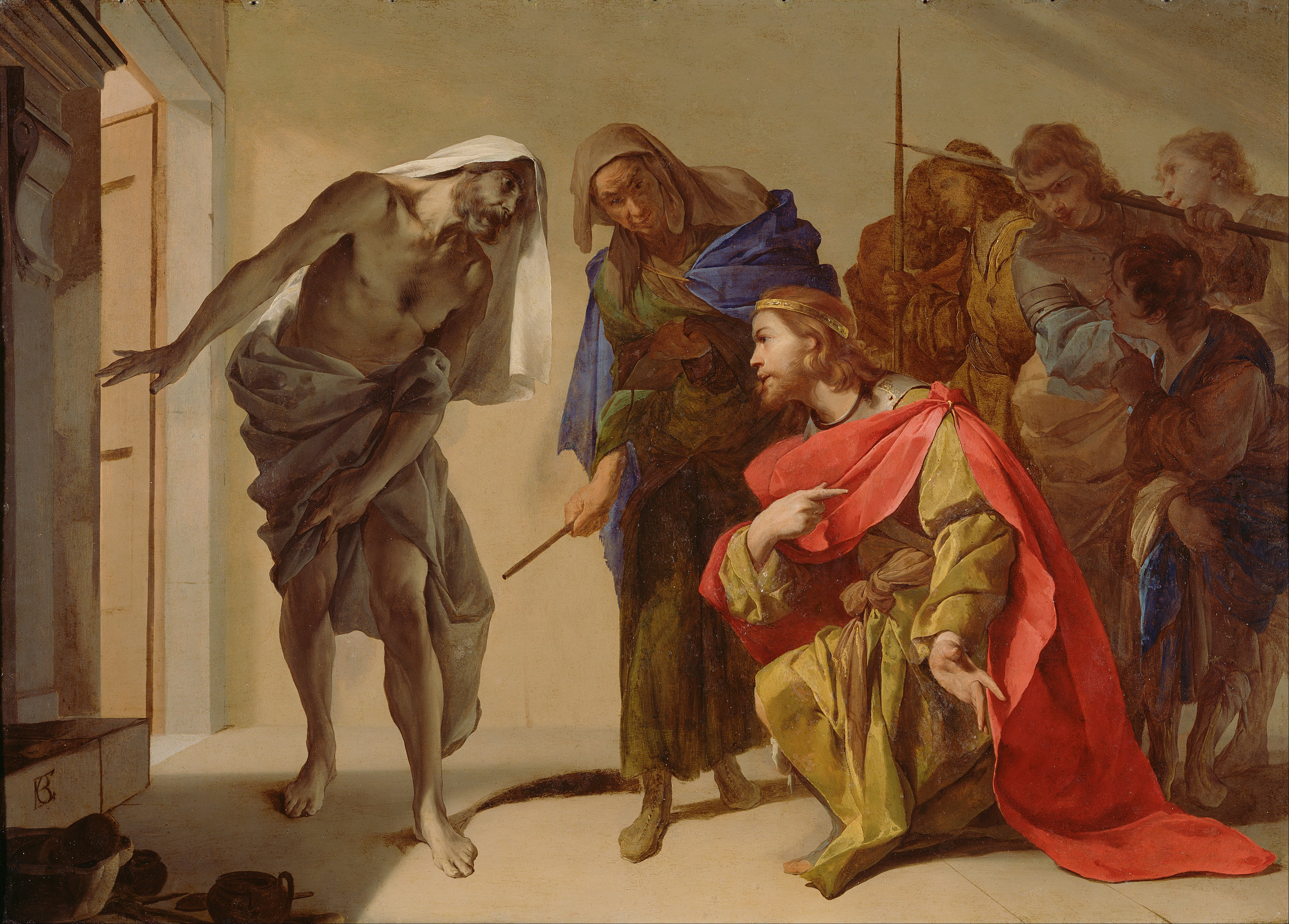
L'ombra di Samuele invocata da Re Saul, Getty Museum, Los Angeles

Nato a Napoli il 25 agosto del 1616, fu battezzato nella Chiesa di San Liborio alla Carità, poco si sa circa la sua formazione artistica, sebbene alcuni dei suoi dipinti emergano sorprendentemente come lavori tra i più espressivi del suo tempo.
Dei circa ottanta dipinti a lui attribuiti, poco più di dieci portano la sua firma; ciò è dovuto anche al fatto che l'artista lavorò molto con committenti privati e collezionisti, cosa che non lasciò molte tracce registrate della sua attività.
Di certo si sa che fu allievo di Andrea Vaccaro, da cui assimilò i toni argentini cromatici di Massimo Stanzione, e subì l'influenza artistica di Antoon van Dyck ma le sue opere possono essere definite come equidistanti, in termini stilistici, fra quelle del Caravaggio e quelle di Federico Barocci, per il tenebrismo dal sapore teatrale e le similitudini con certe caratteristiche della scultura barocca romana.

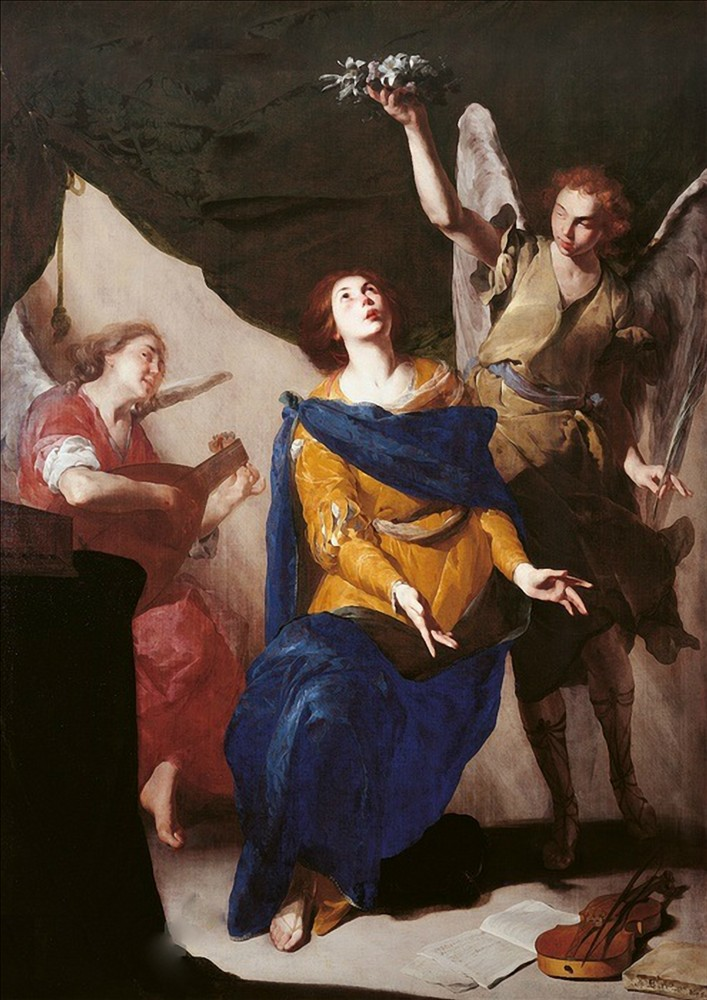
Santa Cecilia in estasi, Museo nazionale di Capodimonte, Napoli

Nonostante tutte queste influenze, Cavallino rimase una personalità artistica originale e indipendente, contraddistinta da una malinconica capacità trasfigurativa, da un forte luminismo stemperato in cromatismi dorati, da tagli compositivi in diagonale.
In una seconda fase artistica, Cavallino guardò ad Artemisia Gentileschi, in quegli anni attiva a Napoli, e subì il fascino dell'arte di Rubens. In questo periodo si affrancò dell'influenza caravaggesca optando per un cromatismo più chiaro e una figurazione più allusiva e minuta.

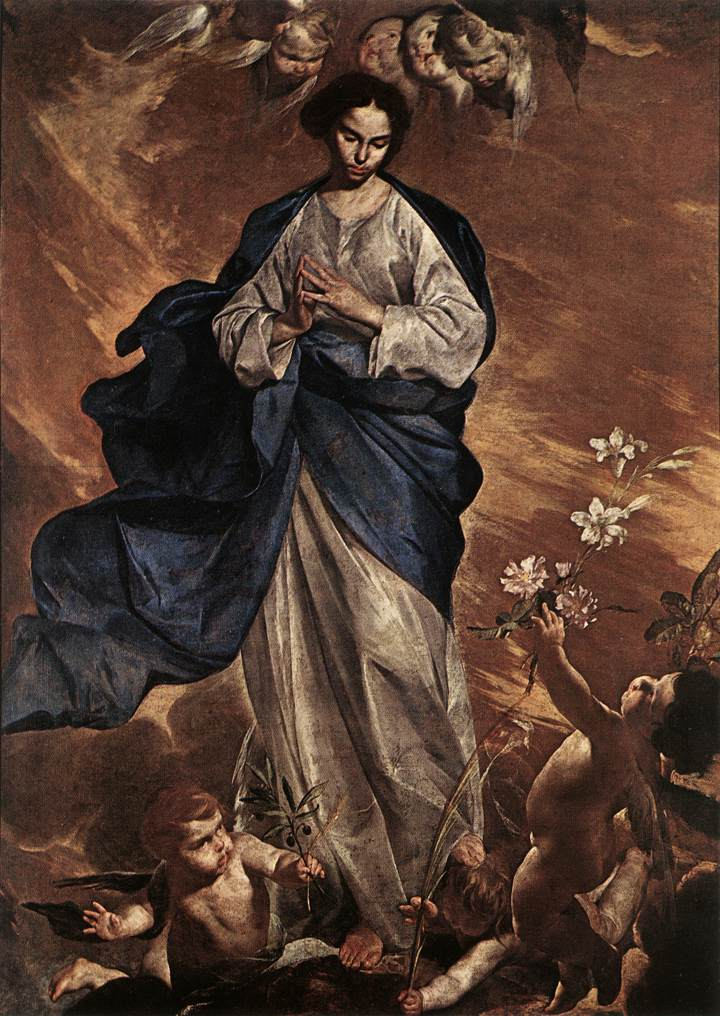
Immacolata Concezione, Pinacoteca di Brera, Milano

Uno dei suoi capolavori può essere considerato senz'altro l'Immacolata Concezione (1650), conservata nella Pinacoteca di Brera, così come va menzionata l'Estasi di Santa Cecilia (1645) del Museo di Capodimonte, ove si trova anche il bozzetto. 
Altre sue tele famose sono San Paolo e il centurione e Mosè salvato dalle acque conservati a Napoli nella Villa Pignatelli; il Ritorno del Figliuol Prodigo e il Pagamento del Tributo, ancora a Capodimonte, il Massacro degli Innocenti di Brera e l'Adorazione dei pastori del Museo Nazionale d'Abruzzo.
Altra bella prova dell'artista napoletano è la Pietà custodita nel museo Diocesano di Molfetta.
Bernardo Cavallino morì a Napoli, probabilmente nel 1656, a causa di un'epidemia di peste. È sepolto nel Cimitero Monumentale di Napoli.

## Opere

### Dipinti

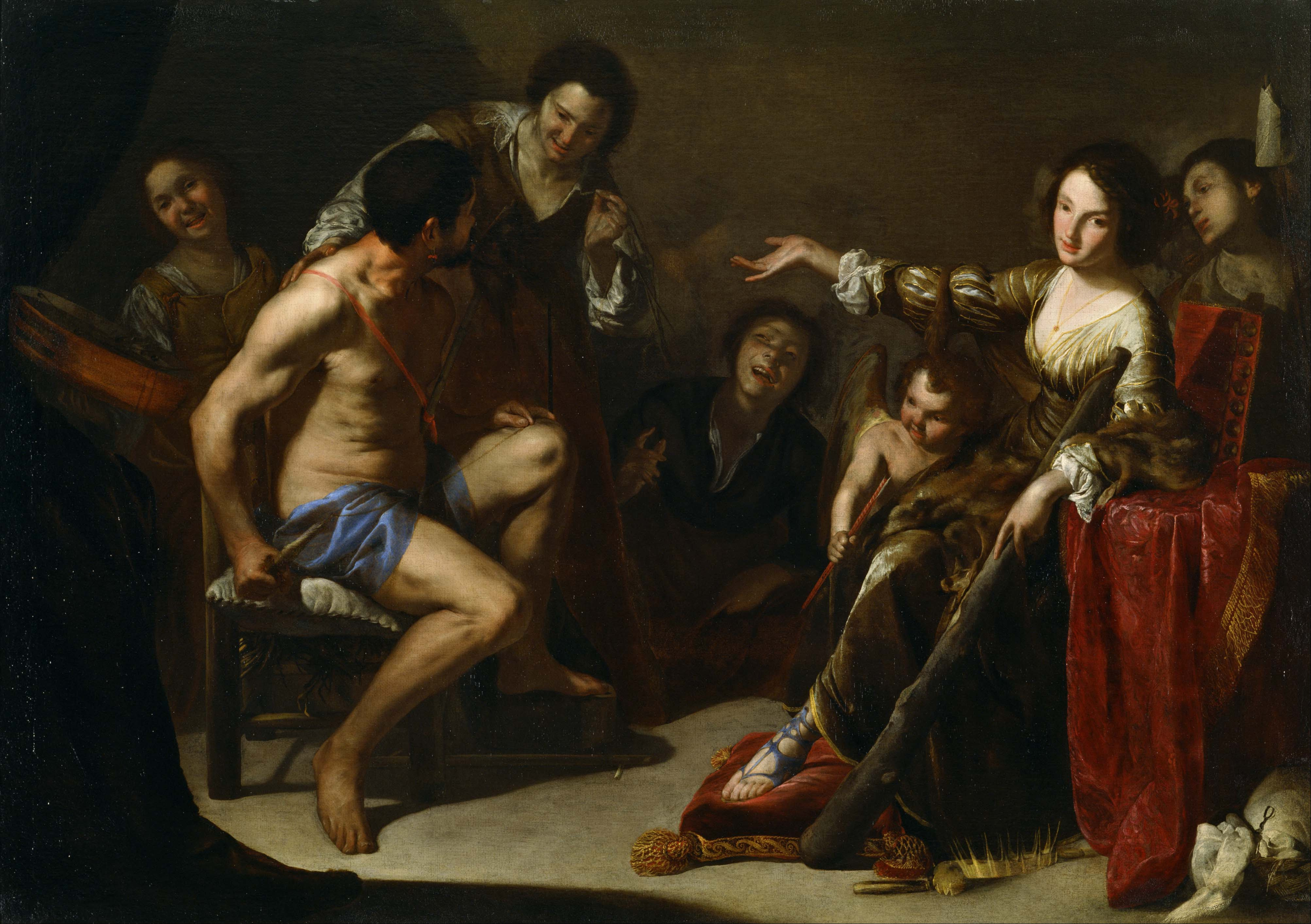
Ercole e Onfale, Museo nazionale d'arte occidentale, Tokyo

- XVII secolo, Mosè, Noè e Lot, dipinti documentati nella raccolta di Antonio Lucchesi-Palli della galleria di Palazzo Campofranco di Palermo.[5]
- L'Incredulità di San Tommaso, Pio Monte della Misericordia, Napoli
- soldati che si giocano a dadi le vesti di cristo, Palazzo Zevallos Stigliano, Napoli
- Cristo e l'adultera, Palazzo Zevallos Stigliano, Napoli
- Martirio di San Bartolomeo, Museo Nazionale di Capodimonte, Napoli
- Apparizione di Gesù Bambino a sant'Antonio da Padova, Museo Nazionale di Capodimonte, Napoli
- La cantante, Museo Nazionale di Capodimonte, Napoli
- La negazione di San Pietro, Museo Nazionale di Capodimonte, Napoli
- Martirio di San Bartolomeo, Museo Nazionale di Capodimonte, Napoli
- San Sebastiano curato da Sant'Irene con un'ancella, Museo Nazionale di Capodimonte, Napoli [6]
- Santa Cecilia in estasi, proviene dalla sagrestia del Complesso di Sant'Antoniello a Port'Alba, oggi al Museo Nazionale di Capodimonte, Napoli
- Santa Cecilia in estasi, Museo Poldi Pezzoli, Milano
- Strage degli Innocenti, Pinacoteca di Brera, Milano
- L'Immacolata Concezione, Pinacoteca di Brera, Milano
- L'Immacolata Concezione, Musée des Beaux-Arts, Caen
- Cristo morto, Museo di Grenoble
- Donna che suona il clavicordo, Musée des Beaux-Arts, Lione
- Personificazione della pittura, Dorotheum, Vienna
- Adorazione dei Magi, Kunsthistorisches Museum, Vienna
- David suona per Saul, Kunsthistorisches Museum, Vienna
- San Lorenzo, Museo Lázaro Galdiano, Madrid
- Martirio di Santo Stefano, Museo del Prado, Madrid
- San Giovanni Evangelista, Museu Nacional d'Art de Catalunya, Barcellona
- Il Trionfo di Galatea, National Gallery of Art, Washington
- Sant'Orsola, Smithsonian American Art Museum, Washington
- Santa Caterina d'Alessandria, Metropolitan Museum of Art, New York
- Muzio Scevola di fronte a re Porsenna, Kimbell Art Museum, Fort Worth, Texas
- Adorazione dei pastori, Cleveland Museum of Art, Cleveland
- L'ombra di Samuele invocata da Re Saul, Getty Museum, Los Angeles
- Processione al Calvario, Chrysler Museum of Art, Norfolk
- Santa Caterina d'Alessandria, Barber Institute of Fine Arts, Birmingham
- Cristo scaccia i Mercanti dal Tempio, National Gallery, Londra
- La Vergine annunciata, National Gallery of Victoria, Melbourne
- La Visione di San Domenico, National Gallery of Canada, Ottawa
- Adorazione dei pastori, Herzog Anton Ulrich-Museum, Braunschweig
- Erminia e Tancredi, Alte Pinakothek, Monaco di Baviera
- Santa Caterina d'Alessandria, Museum Boijmans Van Beuningen, Rotterdam
- Incontro di Sant'Anna con San Gioacchino, Museo di belle arti, Budapest
- Ercole e Onfale, Museo nazionale d'arte occidentale, Tokyo
- Madonna che allatta, Olomouc Museum of Art, Olomouc
- Cacciata di Eliodoro dal tempio, Museo Puškin delle belle arti, Mosca
- Sogno di San Giuseppe, Museo nazionale di Varsavia

### Disegni
- La flagellazione di Cristo, Metropolitan Museum of Art, New York